# Русская дореволюционная историография

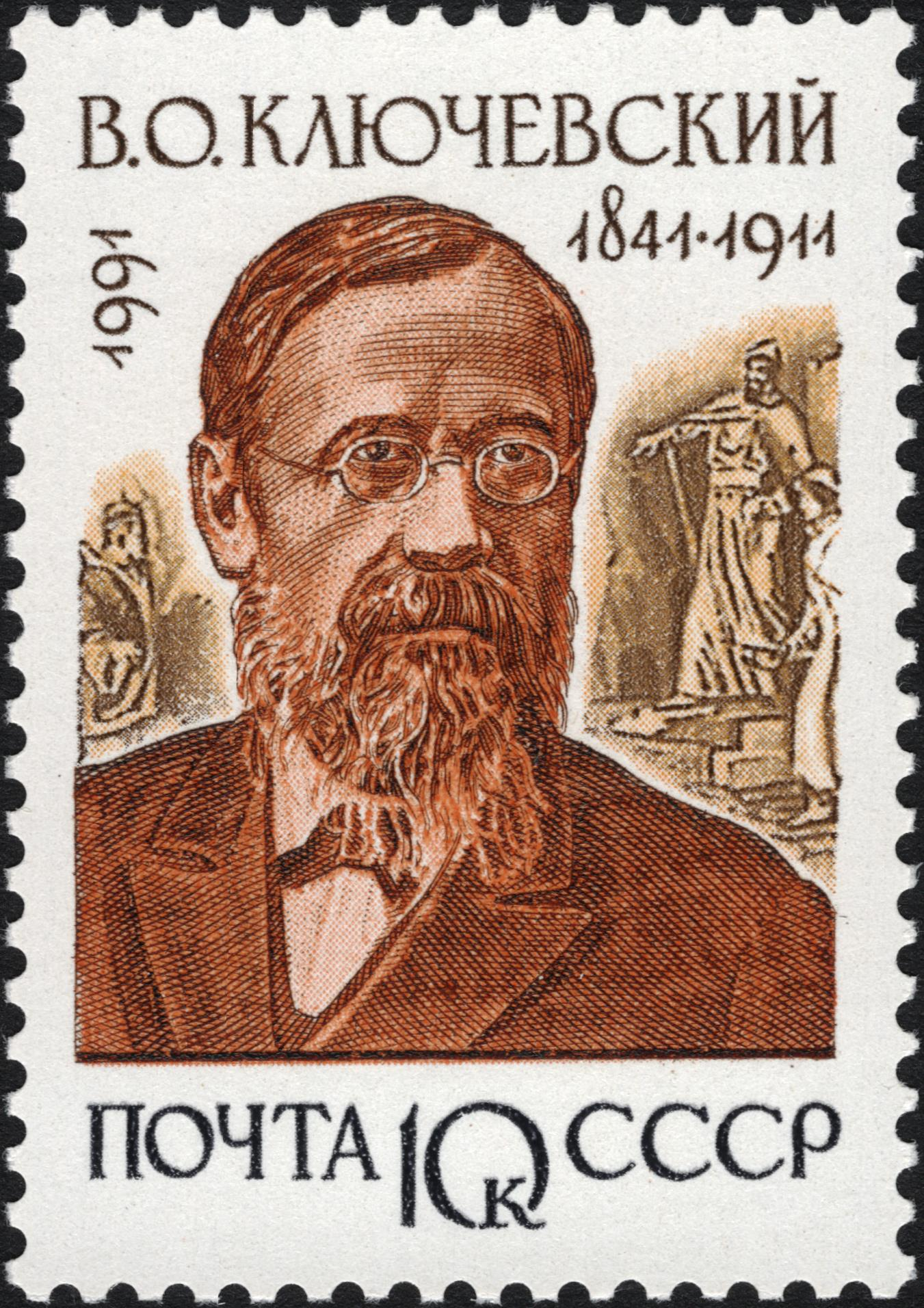
В. О. Ключевский на почтовой марке СССР, 1991

Русская дореволюционная историография — методология и практика исторических исследований русских и российских авторов XII — начала XX века.
Средневековая история преимущественно была описательной. В Новое время история стала в большей мере объясняющей, что предопределило её трансформацию в науку в XVIII—XIX веках, в том числе в России. В Новейшее время сформировались исследовательские структуры, которые объединяли значительные группы специалистов, изучавших различные исторические проблемы. Если на Западе такие образования традиционно функционируют обычно при университетах, то в России сложилась практика изучения истории в системе Академии наук.
Внимание российских историков акцентировалось прежде всего на изучении российской истории, в результате чего сформировались направления историография истории России (русская историография, историография России), позднее историография истории СССР. В российской научной традиции предмет историографии примыкает к историческому источниковедению.
Своего расцвета историческая наука в России достигла в период 1890-х — 1900-х годов. В это время она вышла на мировой уровень.

## Развитие

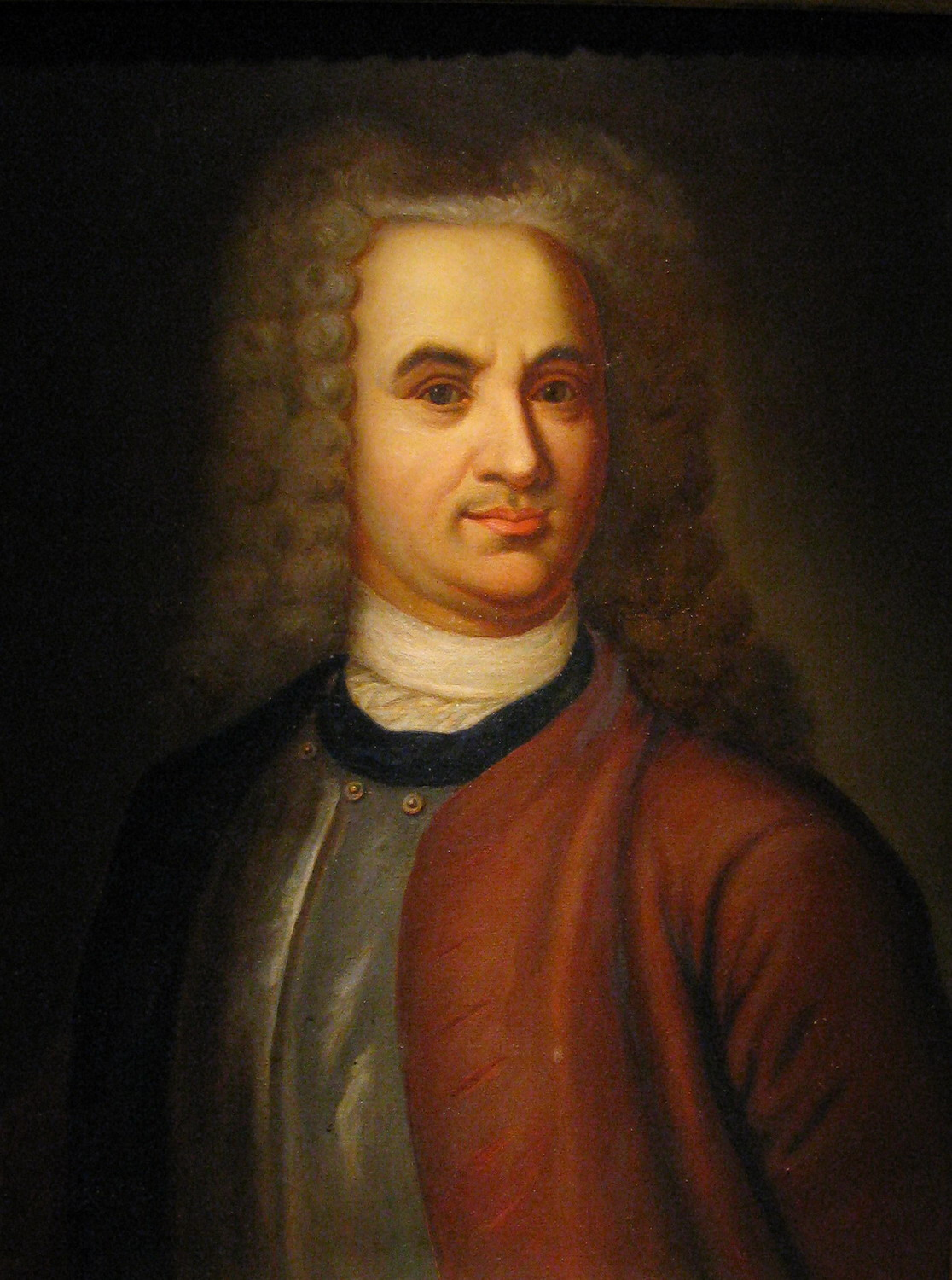
Василий Татищев, традиционно считающийся первым русским учёным-историком

Примерно с середины XIX века, с периода, когда русские историки предприняли первые попытки осмысления накопленного опыта, формируется представление, что историческая наука в России возникла в начале XVIII века. В эту эпоху в процессе петровских преобразований наука в целом складывается как самостоятельная сфера деятельности; с созданием в 1725 году Императорской академии наук наука обретает институциональный характер. Точкой отсчёта российской исторической науки взята стала считаться деятельность В. Н. Татищева, рассматриваемого в качестве первого русского учёного-историка. Схожие представления о формировании русской исторической науки были доминирующими и в советскую эпоху, однако в позднюю советский период пытались связать начало этой науки в России с деятельностью исследователей второй половине XVII века Андрея Лызлова, Игнатия Римского-Корсакова и др. В постсоветский период многие исследователи, которые работают в рамках науковедческих подходов, считают, что становление истории в качестве полноценной науки в мире произошло не ранее середины — конца XIX века, когда утвердились общественные науки, обладающие собственными предметными областями (психологией, социологией, антропологией, политологией, экономикой) и в то же время произошло «возведение истории в ранг науки». Одним из основных показателей становления истории как науки считается создание в университетах исторических факультетов. По этой причине авторы новейших исследований осторожно говорят о XVIII веке как эпохе перехода от накопления исторических знаний к научному их освоению, которая отличалась от предшествующего более научным подходом.
Первому в России профессиональному историку Г. Ф. Миллеру принадлежат первые труды по целому ряду вопросов российской истории, которые положили начало нескольким важнейшим направлениям исследований. Внёс значительный вклад в расширение источниковой базы исторических исследований за счёт использования делопроизводственных и актовых документов и источников нероссийского происхождения. Стал первым российским исследователем, кто обратился с научными целями к архивным документам. Слово «источник» в современном значении впервые употреблено в трудах Миллера. Сыграл важную роль в институциональном становлении российской исторической науки. Внёс вклад в профессионализацию в России самой деятельности историка («ремесла историка»), переход истории из разряда литературы в науку и формирование научной среды, в которой «известия» о прошлом из познавательного и назидательного нарратива постепенно становились предметом научного исследования и обсуждения.
Своего расцвета историческая наука в России достигла в период 1890-х—1900-х годов, когда создавались лучшие работы по российской истории С. Ф. Платонова, П. Н. Милюкова, Н. П. Павлова-Сильванского, А. Е. Преснякова, А. Е. Лаппо-Данилевского, Н. А. Рожкова и др. На высоком уровне работали также исследователи всеобщей истории, включая Р. Ю. Виппера, Л. П. Карсавина, Н. И. Кареева, Д. М. Петрушевского, И. М. Гревса. В это же время происходит расцвет в российских философии, социологии и психологии, тесно взаимосвязанных с исторической наукой.
Российская наука этого периода вышла на мировой уровень. Новые работы западной гуманитарной и обществоведческой литературы в России были известны и имелись в лёгком доступе, как на языке оригинала, так и в переводе. Они широко читались и обсуждались. Российские учёные часто посещали европейские страны, осуществляли исследовательскую деятельность в западных университетах и архивах, принимали участие в международных научных конференциях и конгрессах. В это время впервые российская наука была не только реципиентом, комментатором и популяризатором западной, но выступала также в качестве её равноправного партнёра. Так, очередной Международный конгресс исторических наук 1918 года предполагали провести в Петербурге, и А. С. Лаппо-Данилевский возглавил оргкомитет по его подготовке. С 1918 года российская историческая наука входит в кризис, обусловленный идеологическим влиянием новой власти, а затем и политическими репрессиями.
В 1921 году в Казани была выпущена брошюра историка Р. Ю. Виппера «Кризис исторической науки», отразившая актуальное состояние российской историографии. Однако кризис исторической науки в России начался ещё до революции. Виппер в брошюре писал о кризисе не только российского, но и современного ему исторического знания в целом. Главную проблему он видел в несовершенстве методологии, увлечении историков, включая либеральных, «экономическим материализмом», стремлении отыскать простые универсальные объяснения исторических фактов, выдвинуть единую историцистскую теорию, вынуждающую заниматься подгонкой фактов.
С началом ХХ столетия облик российской исторической науки стремительно меняется. Быстро росла численность профессиональных историков и научных работников, число научных монографий, магистерских и докторских диссертаций. Бурное развитие российского капитализма вело к ускорению ритма жизни в целом. Изменилась профессиональная этика и система ценностей. Молодые историки часто интересовались не столько самой наукой, сколько материальными соображениями и карьерой. По данным М. Н. Покровского, с течением времени сокращалось или, во всяком случае, существенно не увеличивалось количество выполненных профессорами Московского и Петербургского университетов научных работ. Было сравнительно мало новаторских и оригинальных трудов, которые не только решали бы частные проблемы, но развивали историческую науку.

## Археология
Первоначально интерес к древностям проявлялся в создании собираний редкостей и драгоценностей в княжеских и царских сокровищницах и в церковных ризницах.
Интерес к сбору предметов древности во времена императора Петра I в целом не выходил за рамки коллекционирования и хранения: благодаря интересу императора в Россию свозились древности, которые затем стали помещаться в образованной в 1714 году Кунсткамере. Методологическая работа сводилась к описанию, классификации и объяснению назначения памятника. В те годы начинаются первые научные экспедиции и раскопки, одной из них стал раскоп пастора Вильгельма Толле около Старой Ладоги, где исследователь искал следы готов. Пётр предпринимал попытки поднять археологические изыскания на уровень государственной политики. Указ о Кунсткамере (1718) назначал вознаграждение за найденные «старые вещи», при этом указывалось на важность контекста: «всему делать чертежи, как что найдут». Было начато собирание древностей из Сибири (Сибирская коллекция Петра I), проводились обследование и обмеры Болгара, Дербента.
После смерти Петра I Российская академия наук организовывает масштабные экспедиции, которые в том числе занимались археологическими раскопками.
Академические экспедиции, проводимые Д. Г. Мессершмидтом (1720—1727), И. Г. Гмелином и Г. Ф. Миллером (1733—1743), изучали сибирские курганы. Миллер и Гмелин раскопали курганы под Усть-Каменогорском. В 1763 году А. П. Мельгунов изучал «царский» курган скифов «Литая могила» под Елисаветградом. В 1730-х годах В. Н. Татищевым была предложена первая инструкция для сбора археологических, этнографических и географических сведений. Во второй половине XVIII века описания древностей составлялись в рамках академических экспедиций, которыми руководили И. К. Кирилов, П. С. Паллас, И. И. Георги, П. И. Рычков, Н. П. Рычков, И. И. Лепёхин и др.
В конце XVIII века власть России распространилась на Северное Причерноморье, результатом чего стало активное развитие античной и скифской археологии. С этого периода берут начало систематическое описание и первые раскопки древнегреческих городов, а также разработка программы их изучения И. А. Стемпковским в 1827 году. Деятельность А. Н. Оленина в сфере археологии привлекла к этой теме общественный интерес. Большую общественную известность получили проводимые в 1830 году раскопки кургана Куль-Оба, а с середины столетия изучение «царских» скифских курганов (Александропольский курган, Чертомлык, Большая Близница) и сарматского комплекса Хохлач (1864). И. Г. Спасским и А. Гумбольдтом продолжалось описание азиатских древностей. В 1823 году К. Ф. Калайдовым было опубликовано исследование рязанских древностей, включая знаменитый клад золотых вещей из Старой Рязани. З. Ходаковским и В. В. Пассеком предложена программа изучения славянских и в целом восточно-европейских древностей. В середине века П. С. Савельев и А. С. Уваров исследовали памятники Владимиро-Суздальского княжества. Наиболее яркими археологами третьей четверти XIX века стали И. Е. Забелин и Уваров. Были учреждены археологические музеи в Николаеве (1803), Феодосии (1811), Одессе (1825), Керчи (1826). Богатейшую коллекцию собрал Эрмитаж. Создавались научные общества, включая Общество истории и древностей российских, организованное при Московском университете (1804), Истории и древностей в Риге (1834), Дерпте (1838), Одессе (1839), Археолого-нумизматическое общество в Санкт-Петербурге (1846), которое было реорганизовано с включением в него славяно-русского отдела в 1851 году, Московское археологическое общество (1864), с 1869 году инициировавшее Археологические съезды, Общество любителей кавказской археологии (1873). В 1859 году основано центральное государственное учреждение по вопросам археологии — Императорская археологическая комиссия. Важными научными центрами по направлению археологии стали Государственный исторический музей, который был основан в 1872 году и открыт в 1883 году в Москве, Минусинский музей (с 1877), Кавказский музей, открытый в Тифлисе, основанный в 1853 году.
К периоду конца XIX — начала XX века археологическими исследованиями была охвачена практически вся территория страны, вплоть до её окраин, а также соседние государства. Археологические изыскания проводились В. В. Радловым, Г. Н. Потаниным, Н. М. Ядринцевым, А. В. Адриановым, И. Р. Аспелиным, С. Ф. Ольденбургом, П. К. Козловым, А. Ю. Якубовским, Н. И. Веселовским, В. В. Бартольдом, Н. Я. Марром, П. С. Уваровой и др. Выпускались археологические карты — своды археологических памятников по губерниям. Была сформирована система археологического образования, которая включала университеты, общественные Московский археологический институт и Петербургский археологический институт. Выходили первые учебные издания и пособия по археологии, в том числе с лекциями Н. И. Веселовского, В. А. Городцова, А. А. Спицына.
В 1870—1880-х годах были открыты палеолитические стоянки: Карачарово под Муромом, Костёнки-1 под Воронежем, стоянки в Украине, Крыму, на Кавказе, в Сибири. К исследованию первобытных древностей обратились естествоиспытатели, включая И. С. Полякова, В. В. Докучаева, А. А. Иностранцева, И. Д. Черского, А. А. Штукенберга, Д. Н. Анучина и др., что привело к развитию комплексного подхода, который соответствовал мировому уровню для этого времени и направления археологии. Эти учёные начали исследовать мезолит и неолит восточноевропейской лесной полосы, в том числе кундскую, волго-камскую культуры и др. Началось изучение неолитических памятников центральной части России, включая волосовскую культуру, культуры Приладожья и района Белого моря. В 1890-х годах В. В. Хвойкой была обнаружена трипольская культура энеолита. На основе материалов археологических раскопок 1901—1903 годов В. А. Городцовым была создана периодизация степных культур бронзового века, в лесной зоне России была выявлена фатьяновская культура. В 1912 году были открыты Сейминский могильник и Бородинский клад, благодаря чему Городцов и А. М. Тальгрен смогли сформулировать проблематику сейминско-турбинской культуры. Кобанская культура, Майкопский курган, открытые в этот период, имели важное значение для исследований бронзового века и начала железного века на Кавказе. Исследовались не только значительные, но и рядовые скифо-сарматские памятники, городища, в том числе В. Г. Тизенгаузеном, А. А. Бобринским, Н. Е. Бранденбургом, В. А. Городцовым. Были открыты культуры раннего железного века в лесной зоне, включая ананьинскую, пьяноборская, дьяковскую, мощинскую культуры. В 1899 году В. А. Городцов одним из первых в мире предложил программу изучения древней керамической посуды. Проводились активные исследования финно-угорские древностей, в том числе И. Р. Аспелиным, А. М. Тальгреном, А. А. Спицыным. Систематическим стало изучение античных древностей, новацией стало их рассмотрение в контексте окружения варварскими культурами. Всем этим занимались В. В. Латышев, С. А. Жебелёв, М. И. Ростовцев, Б. В. Фармаковский, который первым в России начал исследовать памятники широкими площадями, что давло образец для изучения древних городов). Преимущественно на стыке с искусствоведением в археологии получило развитие византиноведческое направление, которое имеет значение также для понимания русской культуры, чем занимались, в частности, Н. П. Кондаков и Ф. И. Успенский. Активнейшее изучение византийских древности проводилось при раскопках Херсонеса. В 1882 году начало работу Императорское православное палестинское общество, в 1895 году — Русский археологический институт в Константинополе.
На рубеже XIX и XX веков состоялось открытие зарубинецкой и черняховской культур, отразивших латенское и римское влияние, открыты раннеславянские древности (С. С. Гамченко). В начале века были изучены рассматриваемые как эталонные памятники периода Великого переселения народов на Кавказе, в Крыму, степной и лесостепной зонах, включая Борисовский могильник, Суук-Су, Новогригорьевку, Перещепинский, Мартыновский клады. С 1860-х годов начинается систематическое изучение курганов, сопок и городов Киевской Руси, проводившееся А. П. Богдановым, Д. Я. Самоквасовым, В. Б. Антоновичем, В. И. Сизовым. В 1899 году А. А. Спицыным была предложена картина расселения восточнославянских племён: исследователь совместил данные археологии и русских летописей. Н. И. Репниковым дана культурная стратиграфия Старой Ладоги. Был изучен получивший известность «княжеский» курган Чёрная могила. Я. И. Смирнов предложил основополагающее описание центральноазиатской, преимущественно сасанидской, торевтики наиболее богатого собрания этих древностей в Эрмитаже, которое было составлено в основном из находок на территории Приуралья. Было начато исследование памятников Волжско-Камской Булгарии, кочевников Средневековья, включая салтово-маяцкую культуру, Белореченские курганы и др. Значимым для темы восточноевропейских, центральноевропейских и балканских древностей стало издание «Русские древности в памятниках искусства» (Н. П. Кондаков, И. И. Толстой, выпуски 1-6, 1889—1899).

## Изучение исторической науки
Элементы историографии в современном понимании прослеживаются начиная со времени древнерусских летописцы, которые в существенной мере выполняли роль историографов. Российская историография формироуется в совокупности с российской исторической наукой в XVIII веке в качестве составной части последней. В середине XVIII — первой четверти XIX века В. Н. Татищевым, Ф. А. Эминым, М. М. Щербатовым, И. П. Елагиным, А. Л. Шлёцером, Н. М. Карамзиным в предисловия к работам включались очерки о трудах предшественников. Однако историография ещё длительное время не воспринималась в качестве самостоятельной отрасли научного исторического знания. Важными для подготовки справочной базы российской историографии стали библиографичесеие и биографические труды таких авторов как А. Б. Селлий, Н. И. Новиков, Евгений (Болховитинов), Н. Н. Бантыш-Каменский, А. К. Шторх, Ф. П. Аделунг и др. На дисциплинарное оформление российской историографии оказала влияние историческая и литературная полемика, которая развернулась вокруг Н. М. Карамзина «История государства Российского» (в 12 томах, 1818—1829). К этому же периоду относятся начала российской персонологической историографии, которая собирала и издавала наследие историков («Дух Карамзина, или Избранные мысли и чувствования сего писателя» С. П. Шевырёва, в двух частях, 1827). Во второй четверти XIX века начинает развиваться жанр критических ежегодных обзоров исторических трудов, в работах К. Д. Кавелина, М. П. Погодина, А. Н. Афанасьева. В этот же период термины «историография» и «история» постепенно получают дополнительное значение, и под историографией начинают называть уже не изучение прошлого, а историю этого изучения. Формируется терминологический аппарат данной дисциплины. В 1830-х — 1840-х годах методологические вопросы историографичекой дисплины были предметом работ представителей «скептической школы», которую создал М. Т. Каченовский. В 1845 году были изданы труды А. В. Старчевского («Очерк литературы русской истории до Карамзина»), направленные на выявление развития форм исторических работ, и А. В. Александрова («Современные исторические труды в России»). Большой интерес к теме историографии проявили в своих идейных спорах славянофилы и западников в 1840—1850-х годах.
Непосредственно историографические подходы в России начались с осмысления древнерусских духовных сочинений и произведений на историческую тематику в качестве проявления русского самосознания, с которым очевидно связывается российская историография. С. П. Шевырёв («История русской словесности…», части 1-2, 1846, часть 3, 1858, часть 4, 1860) обратился к исследованию средневековой литературы, рассматривая её в качестве отражения духовного опыта народа и применяя «исторический способ изложения». Тот же подход отражает работа М. О. Кояловича «История русского самосознания по историческим памятникам и научным сочинениям» 1884 года. Со второй половины XIX века как самостоятельный объект для изучения начала восприниматься историография античности, Средних веков, эпохи Возрождения, Просвещения, историография романтизма, позитивизма и др. В то же время впервые указывается на существование таких разделов, как специальная и национальная историография, которые описывались как исследование состояния и развития исторических знаний в отдельные исторические периоды и разные направления и традиции, такие как историография Нового времени стран Европы и Азии. Отдельным направлением стала проблемная историография, посвящённая конкретной исторической проблеме, нередко сближаемая с понятием исторической библиографии.
В российской традиции предмет историографии близок к историческому источниковедению. Так, работа «Опыт русской историографии» В. С. Иконникова (в двух томах, 1891—1908) полностью посвящена критическому рассмотрению источников и литературы по российской истории в их постепенном развитии. Со второй половине XIX века развивается научное портретирование. С 1850-х годов резко возросло количество публикаций, которые посвящены работам отдельных историков. Значимой является работа Н. А. Попова «В. Н. Татищев и его время» 1861 года. С. М. Соловьёв, К. Н. Бестужев-Рюмин, В. О. Ключевский и др. создали галерею историографических портретов историков XVIII—XIX веков была создана. Бестужев-Рюмин стал первым из российских историков, в научной деятельности которого историография занимала центральное место. Историография рассматривалась в качестве совокупности трудов; считалось, что объектом историографического анализа могут являться как исторические работы в их полном объёме, так и отдельные элементы этих трудов, но при этом, как писал Ключевский, нельзя утратить «основной смысл» исторического развития, который объединяет все важнейшие явления исторической жизни. Таким образом историографические подходы были связаны с общим контекстом исторического развития. К 1890-м — 1910-м годам относится завершение становления в России историографии в качестве самостоятельной научной дисциплины, что отразили работы таких авторов, как В. С. Иконников, В. О. Ключевский, П. Н. Милюков, А. С. Лаппо-Данилевский. Последним был предложен рассматриваемый как методологически корректный анализ вопросов периодизации исторической науки. Также исследователь рассмотрел происхождение научно-исторический школ.
С конца XIX века в предмет историографии включались такие элементы, как изучение форм организации историко-научного исследований, организационных условий, в которых развивается науки и организационных условий получения историчения знания. К историографии начинает относиться изучение структуры научных учреждений, архивов, библиотек, истории научных обществ, системы подготовки и состояния научных кадров, системы популяризации исторической науки знаний, публикации исторических источников, рассматриваемые в качестве объективных общественно-политических и социально-экономических условий развития науки. К рубежу столетий россискйая историческая наука имела чёткие представления о том, какой состав должен иметь корпус историографических источников, включая ранние образцы историоописания, в первую очередь летописи; работы профессиональных историков и сохранившиеся подготовительные материалы к этим трудам; публицистика, мемуары, дневники, а также переписка историков; документация учреждений, организаций и обществ научно-исторической направленности; учебная и научно-популярная литература исторической тематики; научно-исторические периодические издания; произведения художественной литературы и изобразительного искусства, посвящённые историческим сюжетам. В то же время появляется тенденция в включению в эту сферу философских сочинений, проявлений общественной мысли и политических доктрин. Истриографией интерпретировались также обыденные представления об историческом прошлом, которые могут дать материал для понимания исторического сознания, свойственного обществу, отдельным группам общества, степени и характера распространения знаний об этом прошлом, влияния исторических знаний на общественные практики. В результате открытия связи между историческими концепциями и общественной практикой начинают размываться границы истриографии и истории общественной мысли, что ярко отразили в своих работах П. Н. Милюков («Главные течения русской исторической мысли», 1897), Г. В. Плеханов («История русской общественной мысли», в трёх томах, 1914—1917) и др. Исследования историков в этих работах воспринимаются в качестве явления общественной мысли, а в ряде случаев — и как политической мысли. Изменение в общественных умонастроений в XX веке стало причиной восприятия исторической науки в качестве явление социально-политического явления.

## Идеологическая составляющая
В XVIII веке в российской историографии возникла славянская школа, одним из основателей которой считается Михаил Ломоносов, комплекс исторических идей которого включал идеи древности славянского этноса, древнего происхождения «российского» (русского) народа и др. Авторов славянской школы мотивировало стремление «восстановить справедливость». Они отвергали, пренебрежительное, по их мнению, отношение господствовавшей в то время в исторической науке немецкой школы, рассматривавшей древних славян как «дикарей», которым германские народы «несли свет учёности». Немецкими авторами последняя концепция использовалась для оправдания их экспансии на восток, покорения или уничтожения различных славянских сообществ в западных славянских регионах. В связи с этим данный научный спор имел существенную политическую основу. Представители славянской школы заявляли о расселении славян на огромных территориях и в глубокой древности, для чего славяне отождествлялись ими с различными народами, такими как троянцы, скифы, сарматы, роксоланы, готы, гунны, варяги, этруски и др. Ломоносов прилагал усилия, чтобы обнаружить «дальную древность славенского народа». Он был последователем сарматской теории происхождения славян. «Дальная древность» и сарматская теория требовались для обоснования имперских исторических претензий. В широком расселении славян в Европе Ломоносов усматривал грядущие границы Российской империи. По причине слабой методической базы уже в период своего развития славянская школа подвергалась существенной критике и с XIX века в рамках науки стала лишь историографическим наследием. В методологическом плане эти идеи не соответствуют современной науке. Вместе с тем они ставили новые проблемы и открывали новые направления исследований. Однако последователи первых представителей этого направления постепенно отходили всё дальше от магистрального пути развития науки, опираясь на этноцентристские идеи.
К тезоименитству императрицы Елизаветы Петровны в 1749 году Г. Ф. Миллером было написано сочинение «Происхождение народа и имени российского», в котором использованы материалы скандинавских саг о нападениях норманнов на их восточных соседей. Автор связал с этим известное по летописям призвание варягов и согласно летописям выводил династию Рюриковичей от них, как и само название Русь. В ответ Ломоносов заявил, что если бы Миллер умел, «то он бы Россию сделал толь бедным народом, каким еще ни один и самый подлый народ ни от какого писателя не был представлен». Ранее другой деятель российской науки немецкого происхождения, Иван Шумахер, который возглавлял академиков, предложил им обсуждение диссертации Миллера — «не отыщется ли в оной чего для России предосудительного». Позднее он писал в письме к своему коллеге, что диссертация написана «с большой ученостью, но с малым благоразумием». В отличие от сочинения Г. З. Байера, который «употреблял все возможные старания отыскать для русского народа благородное и блистательное происхождение… Но он хотел умничать. Habeat sibi! (Вот и получил свое) Дорого он заплатит за свое тщеславие!».
Одним из поздних авторов славянской школы был историк Дмитрий Иловайский, рассматривавший скифов как «германо-славяно-литовскую» ветвь индоевропейской или «арийской» семьи, преобладающим среди которых было славянское население. Отождествление скифов со славянами во второй половине XIX века имело политический смысл, связанный с колонизацией Центральной Азии, а скифская генеалогия могла бы оправдать её «возвращением на земли предков». Вслед за Алексеем Хомяковым Иловайский считал, что «века Траяни» в «Слове о полку Игореве» относятся к событиям Троянской войны. Иловайский был активным противником норманской теории, связывая термин русь с гипотетической Азово-Черноморской Русью, где, по его мнению, обитали «славяне-роксоланы». По научным данным роксоланы были ираноязычным племенем, о чём было известно уже специалистам, современникам Иловайского. К славянам он причислял и Ахиллеса. Антинорманизм Иловайского, получивший монархическое оформление, стал официальным нарративом, которому обучались российские школьники по написанным Иловайским учебникам.
По вопросу идеологизации российской истории известно высказывание шефа жандармов Александра Бенкендорфа: «Прошедшее России было удивительно, ее настоящее более чем великолепно, что же касается ее будущего, то оно выше всего, что может нарисовать себе самое смелое воображение; вот, мой друг, точка зрения, с которой русская история должна быть рассматриваема и писана».